# Elizabeth Bangs Bryant
Elizabeth Bangs Bryant (7 april 1875 - 6 januari 1953) was een Amerikaanse arachnologe. Ze werkte aan het Louis Agassiz Museum of Comparative Zoology op de Harvard-universiteit in Cambridge (Massachusetts). Ze is vooral bekend om haar studies van de spinnensoorten van New England en de Caraïben. Ze beschreef onder meer de geslachten Allodecta, Anasaitis, Antillattus, Caribattus, Dinattus, Maeotella, Paradecta en Parasaitis, evenals vele niet eerder beschreven spinnensoorten in deze en andere geslachten. Haar standaard-auteursaanduiding is Bryant.
Arthur Merton Chickering, die ook aan het Museum of Comparative Zoology werkte, noemde het geslacht Bryantella naar haar. Diverse andere biologen hebben haar geëerd door spinnensoorten naar haar te noemen, zoals Mallos bryantae, Scaphiella bryantae en Cyrtopholis bryantae.